# George Kollias
George Kollias (Corinto, 30 de agosto de 1977) es un baterista griego del género metal, más conocido por formar parte de la banda de death metal Nile. Es el primero de los otros cuatro bateristas de la banda en estar más tiempo en Nile, tocando en tres de sus últimos álbumes: Annihilation of the Wicked, Ithyphallic y Those Whom the Gods Detest.

## Biografía
George comenzó a tocar la batería a la edad de 12 años y tiempo después comenzó a tomar lecciones con John Stavropoulos, un famoso baterista griego. Actualmente, además de ser baterista de Nile, da lecciones de batería en la Escuela de Música Moderna en Atenas, Grecia.
Él también fue baterista de la banda de death metal Sickening Horror, además de haber participado en una banda griega de death melódico llamada Nightfall, pero salió de ella para unirse a Nile en el 2005.
George Kollias filmó un DVD dando algunas instrucciones de cómo tocar batería llamado "Intense Metal Drumming" el cual fue lanzado en julio del 2008.
Algunas de sus bandas favoritas son Kreator, Morbid Angel y Behemoth.

## Técnica
Kollias es notable por utilizar solamente un pedal al momento de tocar los blast beats, a diferencia de la mayoría de los bateristas de death metal que utilizan el doble pedal. Él también es conocido por su extrema rapidez y su tecnicidad al tocar, continuando con la tradición de algunos bateristas previos de Nile como Derek Roddy y Tony Laureano. En la canción 'Sacrifice Unto Sebek' del álbum Annihilation of the Wicked la duración y rapidez de sus blast beats alzanzan los 265 bpm; en el álbum Ithyphallic, la rapidez de los blast beats de la canción 'Papyrus Containing the Spell to Preserve its Possessor Against Attacks From He Who is In the Water' fue de 271 bpm de acuerdo con el productor del álbum Neil Kernon.

## Discografía
con Nile
- Annihilation of the Wicked (2005).
- Ithyphallic (2007).
- Those Whom the Gods Detest (2009).
- At The Gate Of Sethu   (2012)
- What Should Not Be Unearthed  (2015)

Con Cerebrum
- Spectral Extravagance (2009).

Con Sickening Horror
- When Landscapes Bled Backwards (2007).

Con Nightfall
- I Am Jesus (2003).
- Lyssa: Rural Gods and Astonishing Punishments (2004).

Con Extremity Obsession
- Extremity Obsession (Demo, 1996).
- Everlasting (Demo, 1997).

Lanzamientos personales
- Intense Metal Drumming DVD (DVD, 2008).

## Equipo
George es apoyado por las compañías que fabrican el equipo que utiliza.
- Pearl Drums

In #103 Piano Black w/ Gold Hardware
22 x 18 Kick, 22 x 18 Kick, 08 x 07 Tom, 10 x 08 Tom, 12 x 09 Tom, 13 x 10 Tom, 14 x 12 Tom (left side), 14 x 14 Floor Tom, 16 x 16
Floor Tom, 14 x 6,5, and 12 x 5 Snare
- Sabian

Cymbals: Sabian, AAX Stage Hats 14, Chopper 8, Signature Max Splash 7, AAX Metal Ride 20, HHX Evolution Mini Chinese 14,
AAXtremeChinese 17, AAX Dark Crash 17, Hand Hammered China Kang 8, HHX Evolution Splash 10, AAX Studio Crash 17, AA Mini Hats 10 (half
open), AA Mini Hats 12 (closed), HHX Power Crash 18, AAX Metal Ride 22, HHX Evolution Chinese 18, AAXtreme Chinese 19, AAX Stage Hats 13
APX Ozone Crash 18
- Axis Percusión

2 Axis A Longboards
Axis A Lonboard on Foot Snare
Axis A Longboard on Ribbon Crasher
- Pedal Settings:

-Spring tight to maximum,
-VDL around the middle,
-Beater distance from the head around 18,5cm
-1 piece of the Axis Toe Riser for each pedal
-Iron Cobra felt beaters
- Vic Firth

Vic Firth 55A
- Evans Heads

EQ2 Clear on Kicks
Power Center Reverse Dot on 14 Snare.
G1 Coated on 12 Snare
G2 Clear on 8,10,12 and 13 Toms
G2 Clear on 14 and 16 Floor Toms
Hydraulic Glass on 14 Left Tom
- Extreme Isolation Headphones

- Axis Bass Drum Triggers

## Hardware
- Pearl

DR-503C, DR-501C and RJ-50 complete Rack System.
H-2000 Eliminator Hi Hat Stand.
RH-2000 Eliminator Remote Hi Hat Stand
CLH-1000 Hi Hat Arms
S-2000 Snare Stand
B-1000 Boom Stands
CH-1000 Boom Arms
PCX-100 and PCX-200 Pipe Clamps
D-1000 Roadster Throne
TH-2000I and TH-2000S Tom Holders
OptiMount Suspension System for all toms
AX-20, AX-25 and AX-28 Adapters
UX-80 Universal Clamp